# 1174

L'any 1174 (MCLXXIV) va ser un any comú que començava el dimarts del calendari julià, l'any 1174 de l'Era Comuna (CE) i les designacions Anno Domini (AD), l'any 174 del segon mil·lenni , l'any 74 del segle XII i l'any 5 de la dècada de 1170.

## Esdeveniments
- 30 de setembre La Revolta de 1173–1174: després d'un any i mig de rebel·lió, Enric II aconsegueix acords de pau amb els seus fills Enric II el Jove, Ricard, Geoffroi II de Bretanya i Joan sense Terra a Montlouis, sobre la base de l'status quo.[1] Abans de tornar a Normandia, Henry ordena que els castells rebels d'Anglaterra i Aquitània siguin destruïts.[2]

- 29 d'octubre L'emperador Frederic I del Sacre Imperi Romanogermànic (Barbarossa), en la seva cinquena campanya d'Itàlia, comença el setge d'Alessandria al nord del Regne d'Itàlia. S'hi oposa la Lliga Llombarda (ara ajuntada per Venècia, Sicília i Constantinoble).[3]

## Necrològiques

###### Països Catalans
- 17 d'octubre - Barcelona: Peronella d'Aragó, reina d'Aragó.[4]

###### Món
- 15 de maig - Damasc: Nur al-Din Mahmud, el més destacat atabeg zengita de Síria, fill del fundador Zengi.